# Amblygobius neumanni
 Amblygobius neumanni  es una especie de peces de la familia de los Gobiidae en el orden de los Perciformes.